# Cayman Brac
Cayman Brac je drugi po veličini otok Kajmanskog otočja te najviši sa svojih 43 m.

## Ime
Upravo zbog svoje visine otok je dobio svoje ime Brac, koje na galskom znači stijena.

## Zemljopis
Cayman Brac leži 8 km udaljen od svog sestrinskog otoka Malog Kajmana na sjeverozapadu Karipskog mora, udaljen 143 km sjeverozapadno od najvećeg i glavnog otoka arhipelaga Velikog Kajmana.
Cayman Brac je stjenoviti otok dug oko 19 km, širok 1. 6 km, ukupne površine 36 km².
Po čitavoj dužini Cayman Braca prostire se vapnenački greben koji na svom istočnom dijelu doseže visinu od od 43 m. a to je najviša točka Kajmanskog arhipelaga.
Obale otoka pokrivene su vapnenačkim stijenama, nastalim taloženjem brojnih morskih fosila, na pojedinim mjestima ima pješčanih plaža, s koraljnim grebenima ispred njih.

## Stanovništvo
Na Cayman Bracu živi 2126 stanovnika praktički gotovo svo stanovništvo šestog kajmanskog distrikta Sister Island koji ukupno ima 2296 stanovnika, od tog 170 stanovnika živi na susjednom otoku Mali Kajman.
Najveće otočko naselje je West End pored kog se nalazi zračna luka Gerrard Smith (IATA: CYB ICAO: MWCB). Ostala prilično raštrkana naselja protežu se duž sjeverne obale otoka to su Bamboo Bay i North East Bay, na južnoj obali koja je puno strmija jedino naselje je Pollard Bay.

## Povijest
Do Cayman Braca i susjednog Malog Caymana prvi je doplovio Kristofor Kolumbo 10. svibnja 1503., za vrijeme svoje posljednje ekspedicije u Zapadnu Indiju.
Engleska je 1655. zauzela Kajmanske otoke pa je nakon potpisivanja Mirovnog ugovora u Madridu 1670., Španjolska to prihvatila, prepustivši Jamajku i Kajmanske otoke - Engleskoj.
Prvo stalno naselje na Cayman Bracu i na Kajmanskim otocima osnovano je u peridu 1661. – 1671. na inicijativu guvernera Jamajke Thomasa Modyforda, ali ono nije dugo opstalo zbog stalnih napada španjolskih pirata na naselje, pa ih je Modyfordov nasljednik preselio natrag na Jamajku.
Tako da su jedini povremeni stanovnici otoka bili su brojni pirati - Braća mora, koji su se koristili njime za opskrbu svojih brodova, i skrivanje svog opljačkanog blaga, po brojnih otočkim spiljama. Još uvijek kola legenda da se u nekoj od spilja krije blago slavnog pirata Crnobradog.
Guverneri iz Jamajke počeli su dodjeljivati zemlju zainteresiranim plantažerima od 1734. tako da je otok tijekom 18. stoljeća ponovno naseljen.
Prva javna škola na Cayman Bracu osnovana je tek 1921.

## Privreda turizam i transport
Stanovnici se bave turizmom, ribolovom i uzgojem kokosovih palma.
Do Cayman Braca može se doći brodom iz Velikog Kajmana, ili zrakoplovom jer otok ima aerodrom.
Otok je popularan među roniocima zbog čistog providnog mora, i brojnih olupina do kojih se može roniti. Jedna od takvih olupiina je kubanska fregata klase Koni duga 100 m izgrađena u sovjetskim brodogradilištima 1984. koja je potonula 1996. svega 200 m od obale na dubini od 27 m To je jedini sovjetski ratni brod, na zapadnoj polutci do kojeg se lako može roniti, tako da su ga ronioci prekrstili po imenu lokalnog političara Kapetan Keith Tibbetts. Otok je popularan i među speleolozima zbog brojnih pećina.

## Vanjske poveznice
- Cayman Brac na portalu Cayman Islands Department of Tourism  Arhivirana inačica izvorne stranice od 4. svibnja 2012. (Wayback Machine) (engleski)